# Figaro (genre)
Pour les articles homonymes, voir Figaro (homonymie).
Genre
Figaro est un genre de requins.

## Liste d'espèces
Selon FishBase :
- Figaro boardmani Whitley, 1928
- Figaro striatus Gledhill, Last & W. T. White, 2008